# Document de voyage

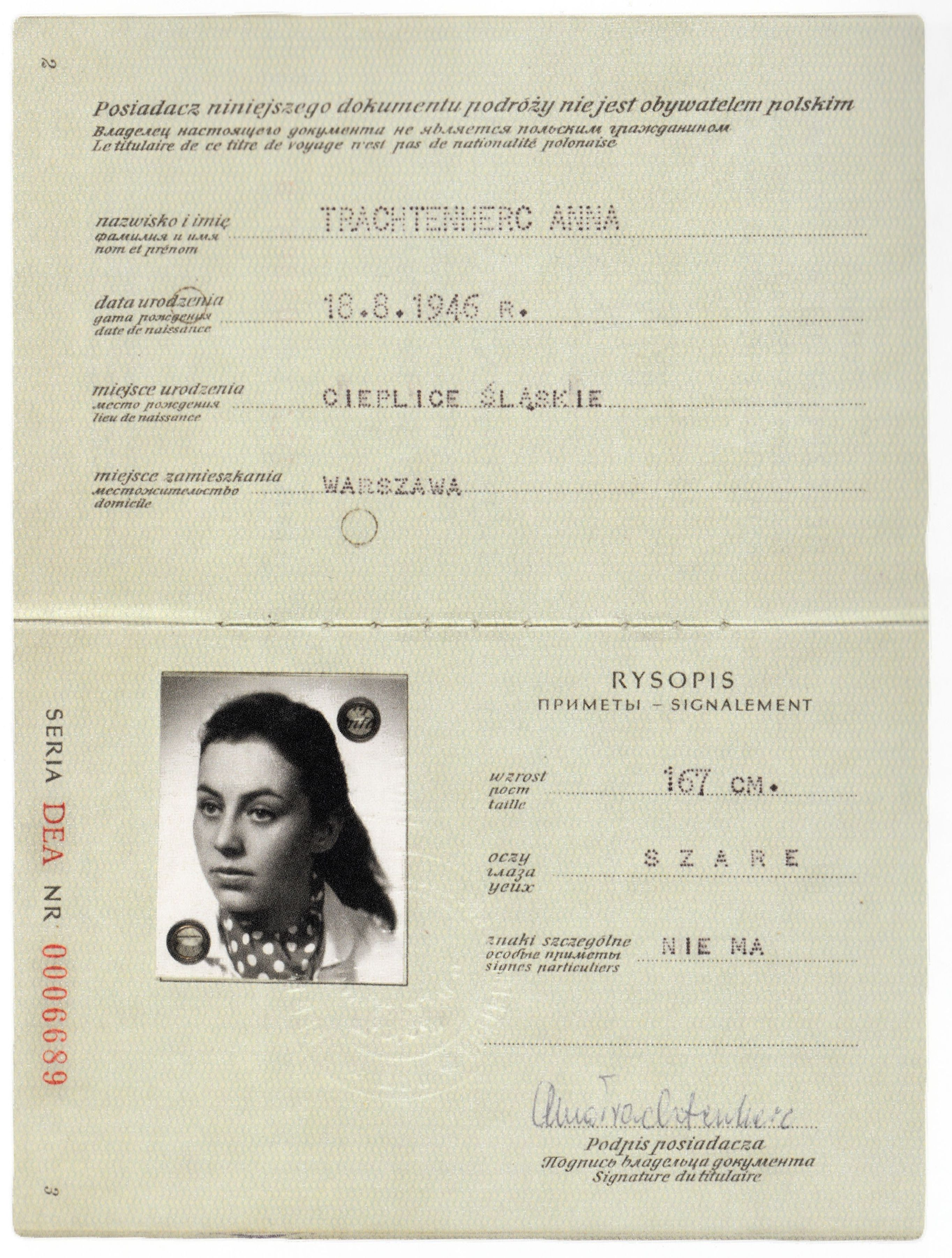
Document de voyage déclarant que « son détenteur n’est pas citoyen polonais »

Le document de voyage est un document officiel polonais confirmant l’identité d’une personne qui n’est pas citoyen polonais (en).
Un tel document était délivré aux citoyens polonais qui avaient renoncé à la nationalité polonaise pour pouvoir partir à l’étranger. Le document confirmait l’identité d’une personne  et le fait que « le détenteur de ce document n’est pas citoyen polonais »
Lors de la vague d’immigration en 1968, ce document a été obtenu par exemple par les émigrants juifs (et leurs époux non-juifs) ou par les Allemands quittant la Pologne après la Seconde Guerre mondiale,.
Actuellement, on délivre le document de voyage de Pologne à l’étranger qui possède un permis d’établissement, un permis de séjour de résident de longue durée – UE ou bénéficie de la protection subsidiaire.